# Julien Chauvin
Pour les articles homonymes, voir Chauvin.
Julien Chauvin (né le 11 mars 1979 à Fontainebleau) est un violoniste et directeur musical français, spécialisé dans l’interprétation sur instruments d’époque et cordes en boyaux, cofondateur de l’orchestre Le Cercle de l'harmonie (2004-2014), ainsi que du Quatuor Cambini-Paris (2007), et fondateur du Concert de la Loge (2015), orchestre héritier du Concert de la Loge Olympique.

## Biographie
Attiré très tôt par la révolution baroque et le renouveau de l’interprétation sur instruments anciens, Julien Chauvin part se former aux Pays-Bas, au Conservatoire royal de La Haye avec Vera Bethz de  Anner Bylsma.
En 2003, il est lauréat au concours international de musique ancienne de Bruges. 

### Le Concert de la Loge
En 2015, Julien Chauvin fonde Le Concert de la Loge, orchestre héritier du célèbre Concert de la Loge Olympique du XVIIIe siècle, principalement connu pour avoir été commanditaire des symphonies dites « parisiennes » de Joseph Haydn. 
Sous sa forme contemporaine, le Concert de la Loge se distingue par son exploration de pages oubliées du répertoire lyrique et instrumental français, par sa direction depuis le violon et par des formats de concerts innovants favorisant la spontanéité et l’imagination du public
Il est également chef invité de l’Orchestre national de Metz.
Son disque Concerti Per Violino VIII « Il Teatro » (Vivaldi Edition, Naïve) paru 2020 est unanimement salué par la critique et remporte un Diapason d'or et le BBC Choice.
En 2023, il invite Mourad Merzouki à chorégraphier un concert autour des Quatre Saisons de Vivaldi : les 4 saisons dansées. Ce spectacle pluridisciplinaire mêlant 19 musiciens et 7 danseurs de la compagnie Käfig est proposé dans plus de 40 salles de concerts et festivals en Europe.
En 2025, à l'occasion du dixième anniversaire du Concert de la Loge, France Musique l'invite à participer à la série des Grands entretienset le journal Le Figaro lui consacre un portrait.

## Engagements
Julien Chauvin est très impliqué dans des actions de transmissions à destination des jeunes et il initie avec le Concert de la Loge en 2016 le projet Hip Baroque Choc.  Ce projet propose à des jeunes scolarisés en lycées professionnels de suivre des ateliers de pratique artistique durant toute l’année et de participer à une création mêlant musique baroque, danse hip-hop, déclamation, percussions, chant choral et arts appliqués, avec des artistes professionnels. Le projet Hip Baroque Choc avait été salué par le ministre de l’Éducation nationale, Jean-Michel Blanquer, ainsi que par la ministre de la Culture, Madame Roselyne Bachelot qui s’était spécialement rendue au lycée Théophile Gautier pour assister à la présentation du dispositif lors de la rentrée en musique organisée début septembre 2020.  

## Discographie
- Clovis et Clotilde, Bizet, Livre-Disque Portrait Georges George Bizet, Label Bru Zane, 2025
- Iphigénie en Aulide, Gluck, Alpha Classics, 2024
- Les Quatre Saisons, Alpha Classics, 2024
- Forgotten Arias, avec Philippe Jaroussky, Erato, 2023[12]
- Requiem de Mozart et Messe du sacre de Paisiello, Alpha Classics, 2023
- Legacy, avec Christian-Pierre La Marca, Naïve, 2023
- Concerti per violino X Intorno a Pisendel, Vivaldi Edition, Naïve, 2022
- Simply Mozart vol2 « La Dodécaphonique » avec Andreas Staier, Alpha Classics, 2022
- Rivales, avec Sandrine Piau et Véronique Gens, Alpha Classics, 2022
- Pergolesi Stabat Mater, Alpha Classics, 2022
- Simply Mozart vol1 « Jupiter », Alpha Classics, 2021
- Haydn : Stabat Mater, Label Aparté, 2021[13]
- Concerti Per Violino VIII « Il Teatro », Vivaldi Edition, Naïve, 2020
- Haydn : L’Impatiente, Label Aparté, 2019
- La Nuit des Rois, Tricentenaire de la Galerie dorée, Bel air media - RMN, 2019
- Symphonies de salon, Label Aparté, 2019
- Si j’ai aimé, avec Sandrine Piau, Alpha Classics, 2019
- Haydn : L’Ours, Label Aparté, 2018
- Haydn : La Poule, avec Justin Taylor, Label Aparté, 2017
- Haydn : La Reine, avec Sandrine Piau, Label Aparté, 2016

Avec le Quatuor Cambini-Paris
- Le Chevalier de Saint-George, Bel air media, 2022
- The French Romantic Experience, Palazzetto Bru Zane, 2019 Chopin : Concertos, Label Aparté, 2019
- Gounod : Intégrale, Label Aparté, 2018
- Mozart : Les 6 quatuors dédiés à Haydn, Ambroisie-Naïve, 2015
- Théodore Gouvy, Livre-Disque Portrait, Label Bru Zane, 2015
- Félicien David : Trois quatuors, Ambroisie-Naïve, 2012
- Hyacinthe Jadin : Quatuors, Timpani, 2010
- 200 ans de musique à Versailles, MBF, 2007

En soliste
- À Madame : Adelaïde, avec Olivier Baumont, Label Aparté, 2017

## Distinctions
Chevalier dans l’ordre des Arts et des Lettres